# Empidonax fulvifrons
Empidonax fulvifrons е вид птица от семейство Tyrannidae.

## Разпространение
Видът е разпространен в Гватемала, Мексико, Салвадор, САЩ и Хондурас.